# Терсаканська сільська адміністрація
Терсака́нська сільська адміністрація (каз. Терісаққан ауылдық әкімдігі, рос. Терсаканская сельская администрация) — адміністративна одиниця у складі Жаксинського району Акмолинської області Казахстану. Адміністративний центр та єдиний населений пункт — село Терсакан.
Населення — 304 особи (2021; 510 у 2009, 1863 у 1999, 3332 у 1989).
Станом на 1989 рік існували Балталинська сільська рада (села Артикпай, Балтали, Чурумсай) та Терсаканська сільська рада (села Байжигіт, Казгородок, Коксай) колишнього Кійминського району. Села Артикбай та Журумсай ліквідовано 2001 року. 2017 року ліквідовано село Коксай, Терсаканський сільський округ перетворено в сільську адміністрацію.

## Склад
До складу адміністрації входять такі населені пункти:
| Населений пункт | Населення, осіб (1989) | Населення, осіб (1999) | Населення, осіб (2009) | Населення, осіб (2021) |
| --------------- | ---------------------- | ---------------------- | ---------------------- | ---------------------- |
| Артикбай, село  | 204                    | 23                     | -                      | -                      |
| Байжигіт, село  | 259                    | 134                    | -                      | -                      |
| Балтали, село   | 658                    | 243                    | -                      | -                      |
| Журумсай, село  | 144                    | 0                      | -                      | -                      |
| Коксай, село    | 293                    | 188                    | 42                     | -                      |
| Терсакан, село  | 1774                   | 1275                   | 468                    | 304                    |